# Exochus selenanae
Exochus selenanae är en stekelart som beskrevs av Valentina I. Tolkanitz 1999. Exochus selenanae ingår i släktet Exochus och familjen brokparasitsteklar. Inga underarter finns listade i Catalogue of Life.